# Heinrich Gottlieb Weiß
Heinrich Gottlieb Weiß (* 20. November 1814 in Löhma; † 19. September 1867 ebenda) war ein deutscher Gutsbesitzert und Politiker.

## Leben
Weiß war der Sohn von Johann Gottlieb Weiß aus Löhma und dessen Ehefrau Marie Dorothea geborene Streit aus Rödersdorf. Er war evangelisch-lutherischer Konfession und heiratete am 4. Mai 1835 in Löhma Friederike Sophia Augustine Zimmermann (* 8. Dezember 1816 in Löhma; † 17. Mai 1898 ebenda), die Tochter des Bauern Johann Andreas Zimmermann aus Löhma.
Weiß war Bauer in Rödersdorf und später Guts- und Brauereibesitzer in Löhma. Er war dort auch Bürgermeister.
Vom 20. Februar 1856 bis 1857 war er Abgeordneter im Landtag Reuß jüngerer Linie. 